# Como un G

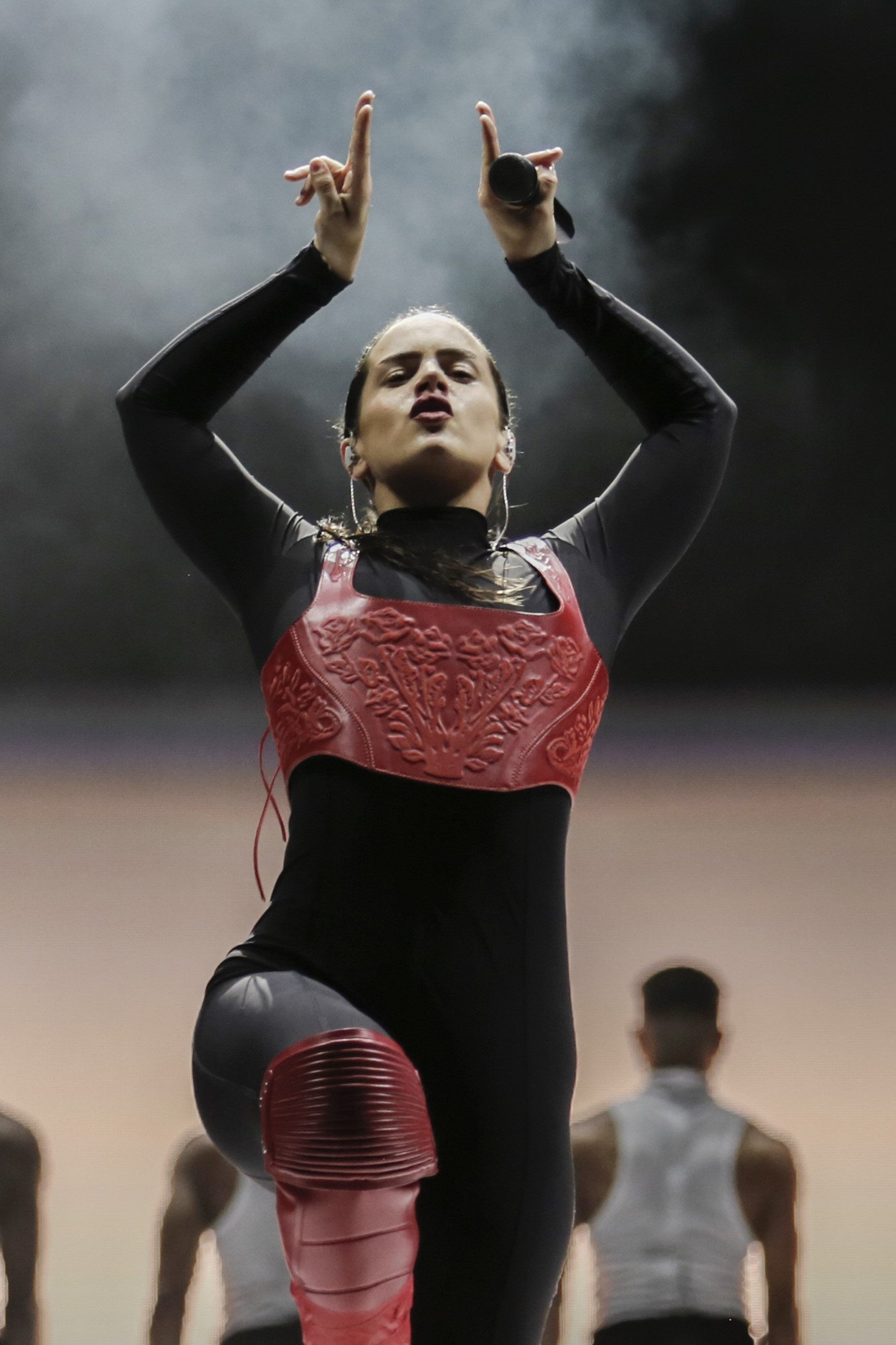

Como un G és una cançó interpretada per la cantant i compositora Rosalía, escrita per ella i Pablo Díaz. El tema va formar part del seu tercer àlbum “Motomami”, el qual va ser llançat el 18 de març del 2022 sota el segell discogràfic Columbia Records, en col·laboració amb Sony Music.

## Context i publicació
La cançó es caracteritza pel seu to íntim i emocional, amb influències del R&B i el pop.
L’àlbum va sortir unes hores abans d’un anunci oficial de Rosalía a través de TikTok. Segons l’autora, aquest no va ser un projecte fet a l’atzar, que només tingués l’objectiu de fer-se viral. En la seva defensa, Rosalía va dir que “El que hauria estat fàcil hauria sigut repetir la fórmula que ja he trobat i dir: aquest és el meu so i aquí em quedo. És molt més interessant empènyer-me cap endavant”. “Como un G” és un dels temes amb part més sentimental dintre d’aquest àlbum i dels temes més llargs. Per l’autora, és dels més difícils d’interpretar.

## Significat i impacte
La cançó és una trista balada d’amor, una sensació de comiat a un amor no correspost. La lletra dona una referència al fet que la Rosalía va intentar estar en un lloc a on no hi havia prou amor.
La cançó tracta sobre l’acceptació del final d’una relació sentimental. La lletra expressa sentiments de dolor i tristesa per una ruptura, però també transmet la idea que deixar anar una relació no corresposta pot portar pau i llibertat personal. El tema aborda la impossibilitat de forçar l’amor i defensa que aquest ha de ser un acte mutu i lliure. Els versos mostren diferents maneres de viure el dolor de perdre algú estimat. Al primer, es veu una lluita per trobar la pau interior tot i la tristesa. Al segon, s’admet que, a vegades, les coses no funcionen per factors que no podem controlar, i que acceptar-ho és la millor sortida. El pont i el tercer vers aporten un toc de força i orgull, utilitzant l’expressió “Com un G” per destacar la fortalesa del cantant i el seu amor persistent, tot i la separació. L’ús de “Jurat, com un G” afegeix determinació i convicció al missatge final de la cançó.
L'expressió «G», en anglès significa «Gàngster». Rosalía es descriu a si mateixa com un «G», que en aquest context simbolitza ser fort i no dependre de ningú. Tot i aquesta aparent duresa, l’artista revela la seva vulnerabilitat en admetre que, encara que no sol enamorar-se ni escriure cançons d’amor, aquesta vegada està disposada a fer-ne una excepció. La dualitat entre la imatge de fortalesa i la capacitat de sentir amor profund és un tema central de la cançó.
La cançó “Como un G” va tenir importància en la sèrie “Ni una Más” en una escena concreta. La cançó de l'àlbum “Motomami” per a molts, destaca per la seva emotivitat.